# Philip Noel-Baker
Philip Noel-Baker (London, 1. studenog 1889. – London, 8. listopada 1982.), istaknuti britanski političar, diplomat, humanist i sportaš.
Jedini je čovjek do sada koji je osvojio i olimpijsku medalju i Nobelovu nagradu.
Na Olimpijskim igrama u Antwerpenu, 1920. godine Philip Noel-Baker s rezultatom 4:02,3 osvaja srebrnu olimpijsku medalju na 1500 m. Tada se zvao Philip Baker, jer je prezime supruge Irene Noel, s kojom se vjenčao 1915. godine, službeno dodao svome 1943. godine. Osim ovog svog najvećeg sportskog uspjeha sudjelovao je, prije toga, i na prethodnim Olimpijskim igrama, onima u Stockholmu, 1912. godine (gdje je bio finalist na 1500 m), te nakon toga i na onima u Parizu, 1924, godine, gdje je kao član britanskog olimpijskog tima u atletici igrao važnu ulogu u uspjehu svoje ekipe na tim Igrama, o čemu je i snimljen slavni film "Vatrene kočije", dobitnik Oscara 1981. godine, ali u kome Philip Noel-Baker nije direktno prikazan.
Vrlo mlad postao je sveučilišni profesor. Kao član Laburističke stranke djelovao je u britanskom parlamentu punih 35 godina. 
Godine 1959. Philip Noel-Baker, kao uvjereni zagovornik mirnog rješavanja sporova među narodima, te kao zagriženi protivnik atomskog naoružanja dobiva Nobelovu nagradu za mir.
Da je njegovo ime postalo (i ostalo) simbolom internacionalnog humanizma i pacifizma, jedan od dokaza je i taj što je u ratom izmučenoj i napaćenoj multietničkoj Bosni i Hercegovini, u Sarajevu, novoosnovano međunarodno sveučilište (da bi se izbjegao nacionalni konflikt u pogledu imenovanja istog, te da bi se i imenom iskazala internacionalnost i humanistička stremljenja mladog sveučilišta) dobilo ime "Philip Noel-Baker", a prvim počasnim rektorom imenovan je Hrvat, znameniti atomski fizičar i istaknuti humanista, prof. dr. Ivan Supek.